# Quercus pachucana
Quercus pachucana är en bokväxtart som beskrevs av Zav.-cháv. Quercus pachucana ingår i släktet ekar, och familjen bokväxter. Inga underarter finns listade.